# Lumbreras
Lumbreras – gmina w Hiszpanii, w prowincji La Rioja, w La Rioja, o powierzchni 142,91 km². W 2011 roku gmina liczyła 164 mieszkańców.